# Хойник (замък)
Замъкът Хойник (на полски: Zamek Chojnik; на немски: Kynastburg) е замък, разположен над град Собиешов, днес част от Йеленя Гора в югозападната част на Полша. Останките му стоят на върха на хълм Хойник (627 м) в рамките на Националния парк Карконоше, с изглед към долината на Йеленя Гора.
Сградата на крепостта датира от времената на Силезийските пиасти и за голяма от времето си е била във владение на благородната фамилия Шафготш.

## История
Замъкът на Хойник първоначално е бил издигнат по заповед на херцог Болко I през 1292 г. на мястото на бивша ловна хижа, построена от баща му Болеслав II Плешиви. Крепостта е предназначена да пази границите на Яворското херцогство от заплашителния Вацлав II. Внукът на Болко, Болко II Малкия, реконструира замъка през 1355 г.